# Ezcároz
Ezcároz en espagnol ou Ezkaroze en basque, est une municipalité de la communauté forale de Navarre, dans le Nord de l'Espagne.
Elle est située dans la zone linguistique mixte de la province et à 84 km de sa capitale, Pampelune. Le secrétaire de mairie est aussi celui de Jaurrieta et Oronz.

## Démographie
| Évolution démographique                                 | Évolution démographique | Évolution démographique | Évolution démographique | Évolution démographique | Évolution démographique | Évolution démographique | Évolution démographique | Évolution démographique | Évolution démographique | Évolution démographique |
| 1996                                                    | 1998                    | 1999                    | 2000                    | 2001                    | 2002                    | 2003                    | 2004                    | 2005                    | 2006                    | 2007                    |
| ------------------------------------------------------- | ----------------------- | ----------------------- | ----------------------- | ----------------------- | ----------------------- | ----------------------- | ----------------------- | ----------------------- | ----------------------- | ----------------------- |
| 364                                                     | 356                     | 363                     | 362                     | 369                     | 364                     | 363                     | 363                     | 363                     | 352                     | 363                     |
| Sources: Ezcároz et instituto de estadística de navarra |                         |                         |                         |                         |                         |                         |                         |                         |                         |                         |

## Personnages célèbres
- Martin de Esparza Artieda, philosophe et théologien espagnol.
- Gabriel Urralburu, homme politique navarrais qui a été président du gouvernement de Navarre.
- César Cruchaga Lasa, joueur de football navarrais, capitaine du Club Atlético Osasuna.

### Sources
- (es) Cet article est partiellement ou en totalité issu de l’article de Wikipédia en espagnol intitulé « Ezcároz » (voir la liste des auteurs).